# Самусенко, Татьяна Дмитриевна
Татьяна Дмитриевна Самусенко (в девичестве — Петренко; 2 февраля 1938, п. Острошицкий Городок, Минская область, Белорусская ССР, СССР — 24 января 2000, Минск, Белоруссия) — советская фехтовальщица (на рапирах), трёхкратная олимпийская чемпионка, заслуженный мастер спорта СССР (1960), заслуженный деятель физической культуры Белорусской ССР (1980).

## Спортивная карьера
- Трёхкратная олимпийская чемпионка 1960, 1968, 1972 годов в командном первенстве в фехтовании на рапирах, серебряный призёр 1964 года.
- Пятикратная чемпионка мира 1963, 1965, 1966, 1970 годов в командной рапире и 1966 года в личном первенстве. Серебряный призёр 1959, 1962, 1967, 1969 годов в командном первенстве, бронзовый призёр 1959 года в индивидуальной рапире.
- Обладательница Кубка Европы 1967, 1969 годов в командных соревнованиях. Серебряный призёр Кубка Европы 1968 года в командных соревнованиях.
- Восьмикратная чемпионка СССР.

## Биография
В 1962 году окончила Белорусский политехнический институт по специальности инженер-конструктор. Член КПСС с 1976 года.
После завершения спортивной карьеры работала детским тренером, потом директором специализированной школы. В 1994 году организовала и возглавила Белорусский республиканский фехтовальный клуб «Золотой клинок».
Умерла 24 января 2000 года. Похоронена на Восточном кладбище в Минске.